# Butterfly-Spread

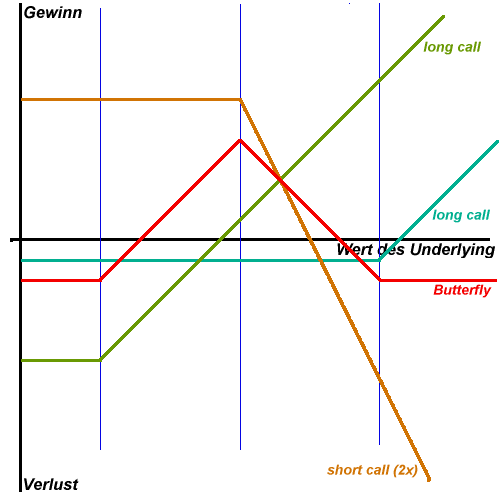
Auszahlungsdiagramm zu einem Butterfly

Ein Butterfly (auch: Butterfly Spread) ist eine Optionsstrategie, bei der man mit  Optionen (d. h. derivativen Finanzinstrumenten) auf sich kaum ändernde bzw. gleich bleibende Preise des Basiswertes spekuliert. Ein Spread ist ein Portfolio aus zwei oder mehr Optionen desselben Typs.
Die Funktionsweise ist sehr ähnlich einem Short-Straddle, jedoch kann man mit einem Butterfly das Verlustrisiko eindämmen. Außerdem ist der Butterfly-Spread aufgrund der doppelten Short-Position insgesamt günstiger als der Straddle.
Um einen Butterfly zu konstruieren, kann man zum Beispiel zwei Call-Optionen zu zwei unterschiedlichen Ausübungspreisen kaufen, weiterhin verkauft man zwei Call-Optionen zu einem Ausübungspreis, welcher zwischen den beiden gekauften Calls liegt. Das Ausübungsdatum ist für alle Optionen gleich. Für dieses Beispiel ergibt sich nebenstehendes Auszahlungsdiagramm.